# Нова Бафра
Нова Бафра (грч. Νέα Μπάφρα, Неа Бафра) је насељено место у општини Амфипољ у периферији Средишња Македонија, Грчка. Према попису из 2021. године било је 565 становника.
Насеље је подигнуто 1923. године на остацима неког старијег насеља. Насељено је више од 120 грчких избегличких породица из Бафре у Турској, којих је на попису из 1928. године било 407 становника.